# Kiefernsaateule
Die Kiefernsaateule (Agrotis vestigialis), auch Graue Wurzeleule genannt ist ein Schmetterling (Nachtfalter) aus der Familie der Eulenfalter (Noctuidae).

## Merkmale
Die Flügelspannweite der Falter beträgt 32 bis 44 Millimeter. Die Vorderflügel variieren sehr stark in der Grundfarbe. Diese reicht von hellbraun über blaugrau und violettbraun bis zu schwarzbraun. Auffallend ist die kontrastreiche Zeichnung mit großer, dunkler Zapfenmakel, kleiner, undeutlicher Ringmakel und großer, dunkler Nierenmakel. Das innere Wurzelfeld ist oftmals rotbraun gefärbt. Ein verlängerter, heller Wurzelstrich mit darunter liegendem dunkelbraunem Bereich im Mittelfeld reicht bis zur Nierenmakel. Zwischen äußerer Querlinie und Wellenlinie befinden sich mehrere nach innen gerichtete Keilflecke. Besonders charakteristisch ist die stark gezackte, helle Wellenlinie, die in der Mitte ein markantes Zeichen in Form des liegenden Buchstaben W besitzt. Das Saumfeld ist dunkel. Die Hinterflügel sind graubraun, außen etwas verdunkelt und zeigen einen undeutlichen, halbmondförmigen Mittelfleck. Die Fühler der Männchen sind im Gegensatz zu denjenigen der Weibchen gekämmt. Folgende Farbvariationen wurden beschrieben:
- f. sagittiferus, Haw., mit dunkelbraunen Vorderflügeln
- f. albidior, Pet., mit weißlichen Vorderflügeln
- f. nigra, Tutt., mit schwärzlich verdunkelten Vorderflügeln

Die Raupe ist erdgrau gefärbt, gelegentlich ins grünliche oder rötliche übergehend. Sie hat eine feine, dunkle, doppelte Rückenlinie sowie helle, dunkel eingefasste Seitenstreifen.
Die Puppe ist rotbraun, der spitz zulaufende Kremaster weist zwei eng beieinander stehende Dornen auf.

### Ähnliche Arten
- Agrotis graslini, Rambur, 1848, mit betont kontrastreich gezeichneten Vorderflügeln
- Agrotis endogaea, Boisduval, 1837, mit breiteren und stärker gerundeten Vorderflügeln sowie längerem Zapfenmakel
- Agrotis sabulosa, Rambur, 1839, mit weißen Hinterflügeln[2]

## Geographische Verbreitung und Lebensraum
Die Art kommt in Europa weit verbreitet vor, außer im Norden Finnlands und Norwegens sowie im Mittelmeerraum. Richtung Osten reicht das Vorkommen von Russland über Sibirien bis zum Altai und der Amurregion. Die Kiefernsaateule ist an sandige Gebiete gebunden und dort gelegentlich häufig.

## Lebensweise
Die KIefernsaateule bildet eine Generation pro Jahr, deren Falter von zwischen Juli und September fliegen. Die Falter sind tag- und nachtaktiv und saugen an Blüten, wie beispielsweise Jakobs-Greiskraut (Semecio jacobaea) oder Dost (Origanum vulgare). Sie kommen auch an den Köder und fliegen künstliche Lichtquellen an. Die Raupen ernähren sich ab September als Erdraupe vorzugsweise von den Wurzeln von Gräsern, Labkräutern (Galium), Sternmieren (Stellaria) oder junger Kiefern (Pinus), wodurch sie in Kiefernschonungen schädlich werden können. Dieses Verhalten war auch für die Namensgebung maßgeblich. Die hauptsächliche Nahrungsaufnahme findet im Frühjahr statt. Sie überwintern als Jungraupe. Nach sechs bis acht Wochen Vorpuppenzeit erfolgt nach Rangnow und Fiedler die Verpuppung im Juli.

## Gefährdung
Die Art kommt in Deutschland in trockenen, sandigen Gebieten verbreitet vor, ist dort gebietsweise nicht selten und deshalb auf der Roten Liste gefährdeter Arten nicht als gefährdet eingestuft,  in Baden-Württemberg und Nordrhein-Westfalen ist sie jedoch auf der Vorwarnliste.

## Systematik
1994 wurde von G. Stangelmaier und E. Lexer aus Friaul-Julisch Venetien die neue Unterart Agrotis vestigialis morandinii beschrieben.